# Etnocid
Etnocid je kulturno uničevanje etnične skupine. Za razliko od genocida skupnost preživi, prizadeta je njena kultura. Etnocid največkrat prizadene šibkejše domorodske, plemenske skupnosti (npr. pri kolonizaciji ali verskem nasilju, npr. pokristjanjevanju ali islamizaciji ). Pri etnocidu gre za kulturno dezintegracijo in nasilno stopitev z močnejšo in večinsko družbo.
Etnocid se izraža skozi diskriminacijo ali celo prepoved uporabe maternega jezika, avtohtonega verovanja, vsiljevanje tujih kulturnih vrednot, uničevanje kulturnih dragocenosti, spomenikov itd. Kulturni etnocid vodijo tudi procesi nasilne ali prekrite asimilacije. 
Etnocid je prvi definiral francoski etnolog Robert Jaulin leta 1970 v knjigi La paix blanche : introduction à l’ethnocide ("Beli mir: Uvod v etnocid"). 
Dober primer etnocida se je zgodil, ko so Evropejci prispeli v Novi svet (večinoma Severno Ameriko), kjer so praktično iztrebili prvotno prebivalstvo.